# Memoriał Alfreda Smoczyka 1968
XVIII Memoriał Alfreda Smoczyka odbył się 11 maja 1969 r. Wygrał Jerzy Kowalski.
Memoriał się odbył w 1969 roku, a nie jak zakładano pierwotnie w 1968, ponieważ Unia Leszno miała zakaz korzystania ze stadionu po meczu barażowym, dlatego w 1969 się odbyły dwa memoriały 11 maja i 9 listopada.

## Wyniki
11 maja 1969 r. (niedziela), Stadion im. Alfreda Smoczyka (Leszno)
| Msc. | Zawodnik                   | Klub              | Pkt |             |  |
| ---- | -------------------------- | ----------------- | --- | ----------- |  |
| 1    | (13) Jerzy Kowalski        | Unia Leszno       | 11  | (3,2,3,3)   |  |
| 2    | (10) Zbigniew Jąder        | Unia Leszno       | 10  | (2,3,2,3)   |  |
| 3    | (1) Kazimierz Bentke       | Unia Leszno       | 8   | (3,d,3,2)   |  |
| 4    | (3) Zbigniew Flegel        | Unia Tarnów       | 8   | (3,1,3,1)   |  |
| 5    | (2) Jerzy Padewski         | Stal Gorzów Wlkp. | 7   | (3,3,1,u/-) |  |
| 6    | (8) Konstanty Pociejkowicz | Sparta Wrocław    | 7   | (2,3,2,u)   |  |
| 7    | (12) Zdzisław Waliński     | Unia Leszno       | 7   | (1,1,3,2)   |  |
| 8    | (4) Stanisław Bombik       | Kolejarz Opole    | 6   | (2,1,2,1)   |  |
| 9    | (5) Zygfryd Friedek        | Kolejarz Opole    | 5   | (1,0,2,2)   |  |
| 10   | (6) Andrzej Tanaś          | Unia Tarnów       | 3   | (2,1,0,d)   |  |
| 11   | (9) Ryszard Dziatkowiak    | Stal Gorzów Wlkp. | 3   | (d,2,w,1)   |  |
| 12   | (7) Stanisław Skowron      | Kolejarz Opole    | 2   | (1,w,0,1)   |  |
| 13   | (11) Piotr Bruzda          | Sparta Wrocław    | 1   | (0,0,1,0)   |  |
|      | (R1) Jan Kusiak            | Unia Leszno       | 0   | (0)         |  |